# سیارک ۲۲۸۵۸
سیارک ۲۲۸۵۸ (به انگلیسی: 22858 Suesong، نامگذاری:1999RV143) بیست و دو هزار و هشتصد و پنجاه و هشتمین سیارک کشف شده‌است که در ۹ سپتامبر ۱۹۹۹ کشف شد.
قدر مطلق سیارک برابر ۱۰.۲ است.